# Велика Діброва (Яворівський район)
Вели́ка Дібро́ва — село в Україні, у Яворівському районі Львівської області. Населення становить 80 осіб. Орган місцевого самоврядування - Судововишнянська міська рада.

## Населення

### Мова
Розподіл населення за рідною мовою за даними перепису 2001 року:
| Мова       | Кількість | Відсоток |
| ---------- | --------- | -------- |
| українська | 80        | 100%     |